# Nouilhan
Nouilhan ist eine französische Gemeinde mit 230 Einwohnern (Stand 1. Januar 2022) im Département Hautes-Pyrénées in der Region Okzitanien (vor 2016: Midi-Pyrénées). Die Gemeinde gehört zum Arrondissement Tarbes und zum Kanton Vic-en-Bigorre.
Die Einwohner werden Nouilhanais und Nouilhanaises genannt.

## Geographie
Nouilhan liegt circa 22 Kilometer nördlich von Tarbes in der historischen Provinz Bigorre am westlichen Rand des Départements.
Umgeben wird Nouilhan von den fünf Nachbargemeinden:
| Larreule | Maubourguet                                 | Lafitole       |
|          | Kompassrose, die auf Nachbargemeinden zeigt |                |
| Caixon   |                                             | Vic-en-Bigorre |

Nouilhan liegt im Einzugsgebiet des Flusses Adour. Der Échez, einer seiner Nebenflüsse, durchquert das Gebiet der Gemeinde.

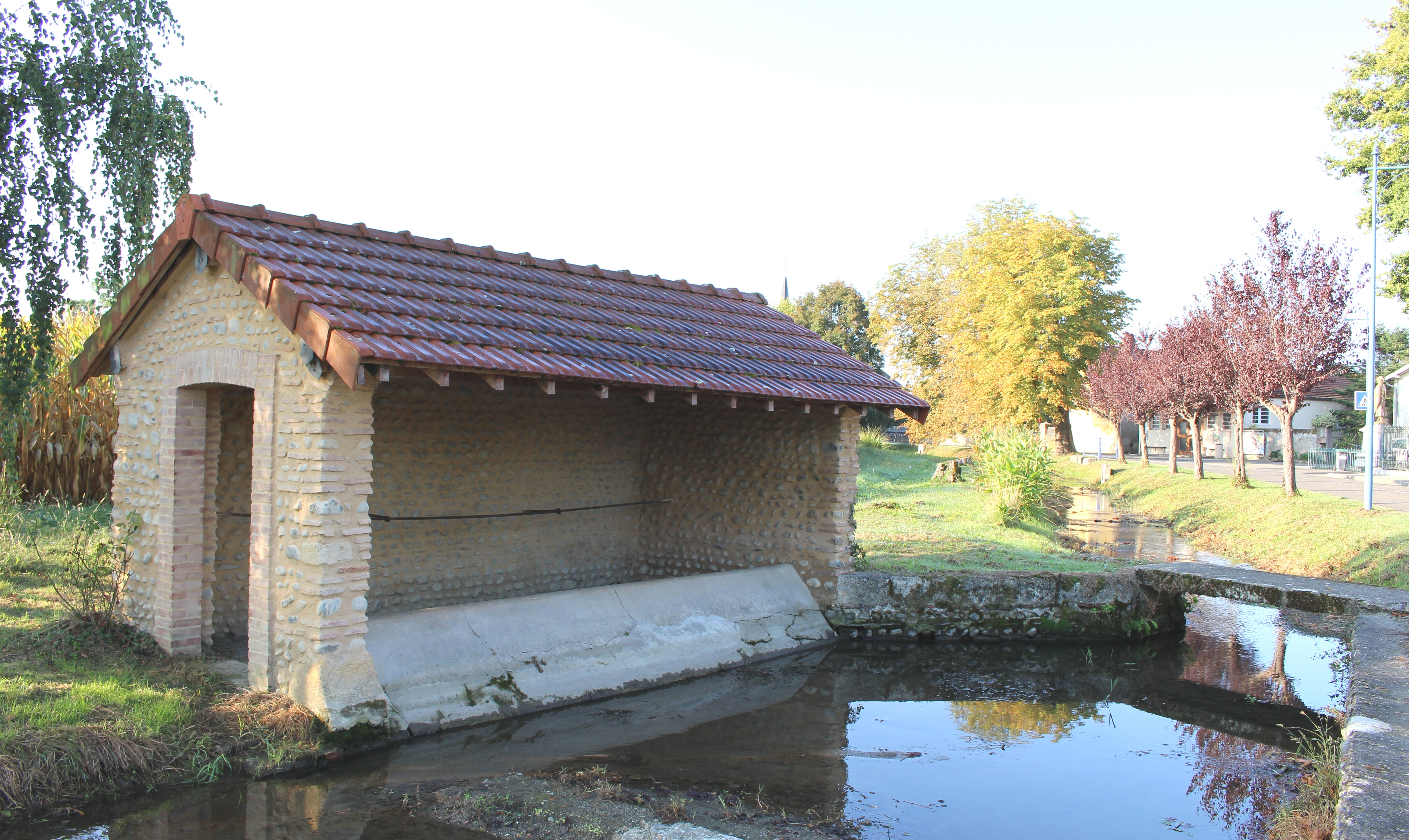
Waschhaus

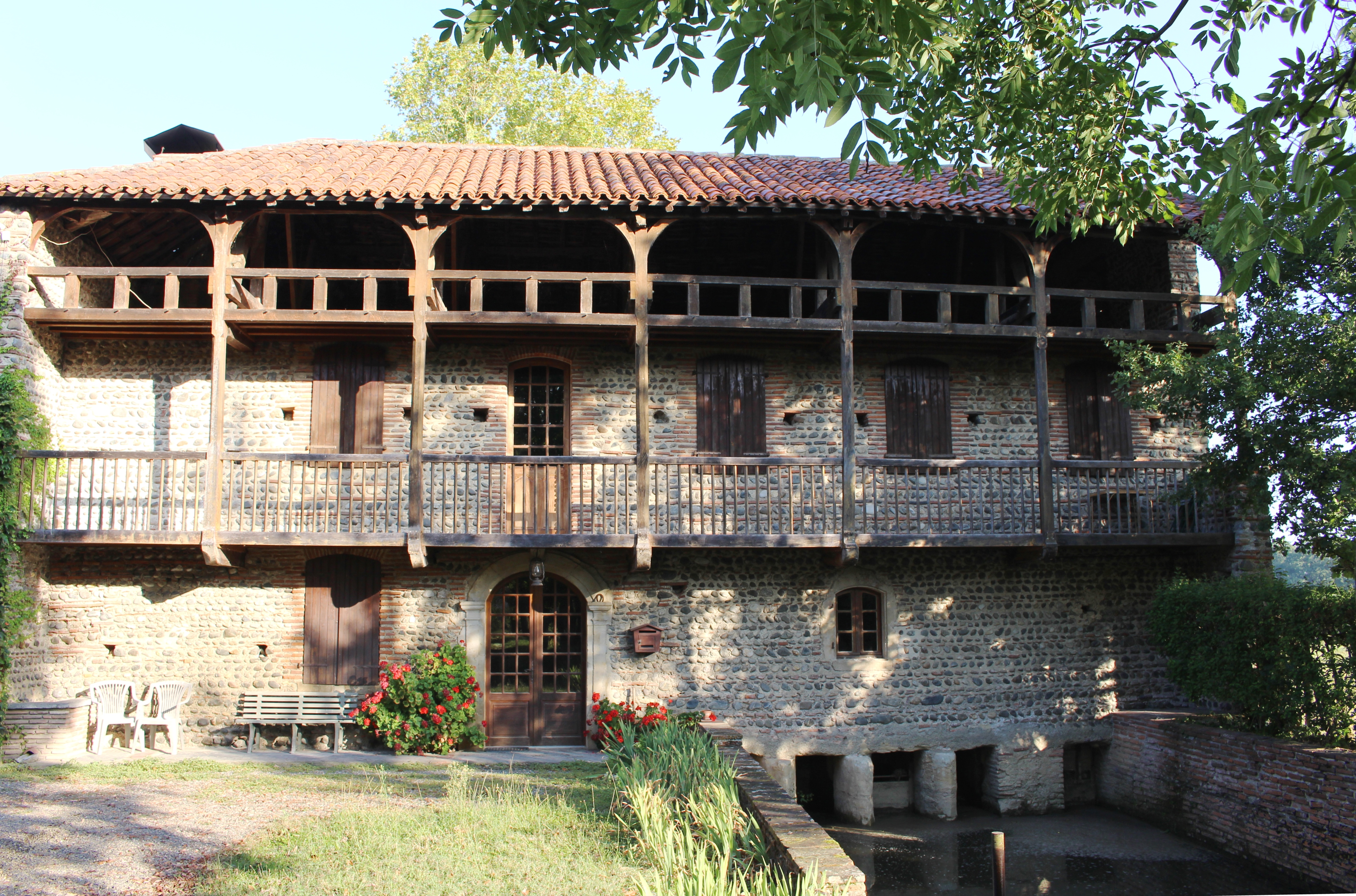
Ehemalige Wassermühle

## Geschichte
Nouilhan ist eine der ältesten Gemeinden des Adour-Tals. Alte Texte des Klosters von Larreule erwähnen sie im Jahre 1015 unter dem Namen Nouelhano. Die Besiedelung des Gemeindegebiets in der gallorömischen Zeit wird durch Überreste einer Villa aus dem zweiten oder dritten Jahrhundert belegt. Im Mittelalter gab es eine Motte unter dem Namen Tuco in der Nähe des Canal du Moulin. Im Jahre 1256 bildete die Gemeinde die nördliche Grenze des Bigorre. Im Jahre 1313 war Nouilhan abhängig vom Seigneur von Lafitole und 1429 vom Seigneur von Andoins. Im Jahre 1717 wohnte der Graf von Pujo in der Gemeinde. Die Kirchengemeinde wurde lange Zeit von den benachbarten Klöster von Larreule und Saint-Lézer bestimmt. Am 24. und 25. März 1814 fand eine Schlacht zwischen den Truppen des französischen Maréchals Nicolas Jean-de-Dieu Soult und der vorrückenden alliierten Armee unter dem Oberbefehl von Arthur Wellesleys, dem späteren Duke of Wellington, statt.

## Toponymie
Der okzitanische Name der Gemeinde heißt Nolhan. Er stammt vom lateinischen oder gallorömischen Eigennamen Nobilis oder Novellius und dem Suffix -anum („Landgut des Nobilis“ oder „Landgut des Novellius“).
Der Spitzname der Bewohner der Gemeinde lautet Los graulhassèrs (deutsch die Esser oder Züchter von Fröschen) aufgrund von öfter vorkommenden Überschwemmungen des Échez.
Toponyme und Erwähnungen von Nouilhan waren:
- Noalha und Noalla (12. Jahrhundert, Kopialbuch der Grafschaft Bigorre),
- De Noelhano (1313, Steuerliste Debita regi Navarre),
- De Noillano (1342, Kirchenregister von Tarbes),
- de Noalhano (1379, Prokuration Tarbes),
- Noelhan (1429, Steuerliste der Grafschaft Bigorre),
- Nouillan (1732, Kirchenregister),
- Nouaillan (1772, Kirchenregister),
- Nouilhan (1750 und 1793, Karte von Cassini bzw. Notice Communale),
- Nouillan (1801, Bulletin des lois).[4][5][6]

## Einwohnerentwicklung

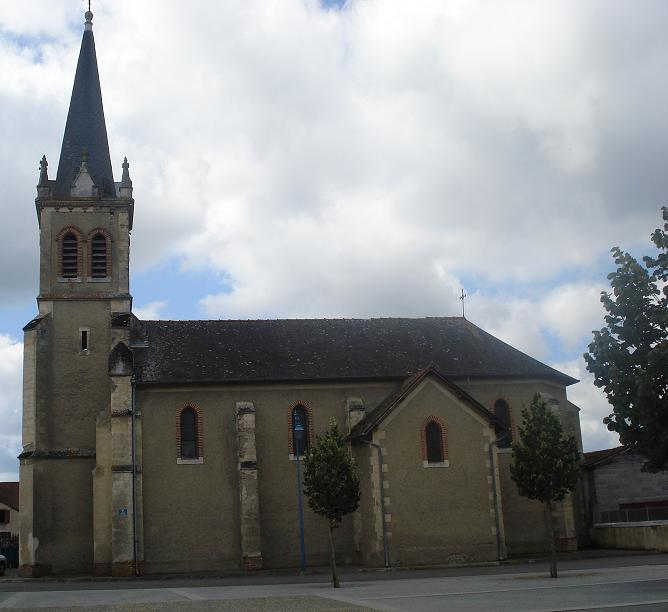
Pfarrkirche Saint-Lézer

Nach Beginn der Aufzeichnungen stieg die Einwohnerzahl bis zu Beginn des 19. Jahrhunderts auf einen Höchststand von rund 345. In der Folgezeit sank die Größe der Gemeinde bei kurzen Erholungsphasen bis zu den 1980er Jahren auf einen Tiefststand von rund 155, bevor ein Wachstumstrend einsetzte, der bis heute anhält. Viele Einwohner sind im 19. Jahrhundert nach Argentinien oder Louisiana ausgewandert.
| Jahr      | 1962 | 1968 | 1975 | 1982 | 1990 | 1999 | 2006 | 2011 | 2022 |
| --------- | ---- | ---- | ---- | ---- | ---- | ---- | ---- | ---- | ---- |
| Einwohner | 184  | 187  | 163  | 154  | 182  | 175  | 178  | 203  | 230  |

## Sehenswürdigkeiten
- Pfarrkirche Saint-Lézer

## Wirtschaft und Infrastruktur
Nouilhan liegt in den Zonen AOC der Schweinerasse Porc noir de Bigorre und des Schinkens Jambon noir de Bigorre.

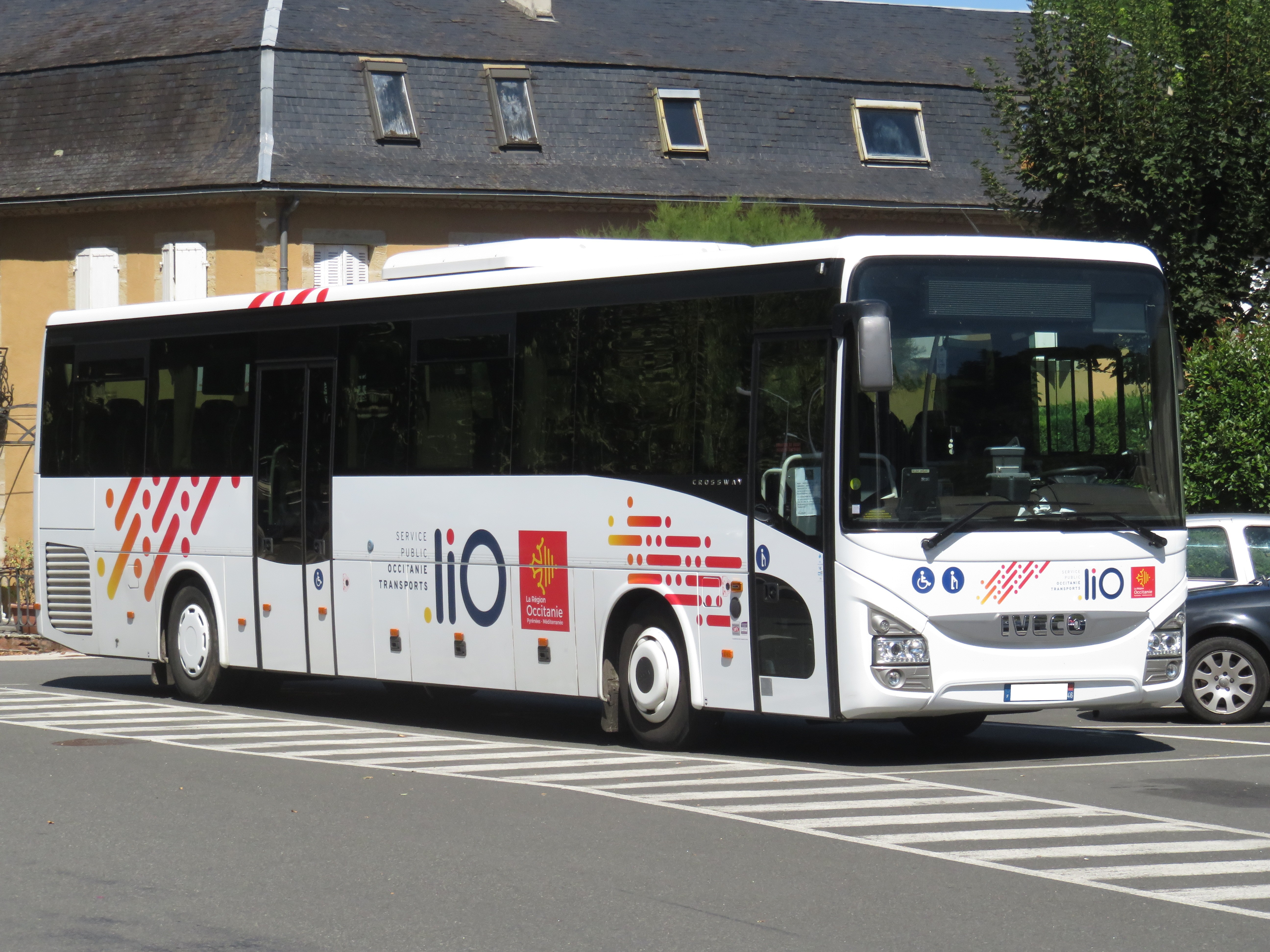
Bus der Lignes intermodales d’Occitanie

### Verkehr
Nouilhan ist über die Routes départementales 4, 7 56 und 935, die ehemalige Route nationale 135, erreichbar.
Außerdem ist die Gemeinde über eine Linie des Busnetzes Lignes intermodales d’Occitanie von Tarbes nach Mont-de-Marsan mit anderen Gemeinden des Départements und des benachbarten Département Landes verbunden.